# Shallow (Lady Gaga e Bradley Cooper)
Shallow è un singolo dei cantanti statunitensi Lady Gaga e Bradley Cooper, pubblicato il 28 settembre 2018 come primo estratto dalla colonna sonora A Star Is Born Soundtrack.
Con circa 10 milioni di copie vendute nel mondo,
il brano ha ottenuto un enorme successo a livello mondiale, ricevendo, tra i vari riconoscimenti, un Golden Globe, un Premio Oscar e due Grammy Award, e diventando il più premiato nella storia della musica.

## Descrizione
Nella realizzazione della colonna sonora per il film A Star Is Born, Lady Gaga ha collaborato nuovamente con Mark Ronson, con cui aveva già prodotto nel 2016 i brani del suo quinto album in studio, Joanne. Tra le prime bozze ce n'era una intitolata Shallow, scritta da Gaga e Ronson con Anthony Rossomando dei Dirty Pretty Things e Andrew Wyatt dei Miike Snow. La canzone è stata poi modificata negli EastWest Studio da Lukas Nelson con l'aiuto della cantante.
Gaga l'ha descritta come un momento centrale nel film, poiché il testo parla del bisogno di Ally e Jackson di andare a fondo della loro relazione.
Shallow è una ballata in crescendo che contiene una strumentazione formata da chitarre acustiche e pianoforti, con Gaga e Bradley Cooper che ne alternano le strofe.

## Video musicale
Il video musicale di Shallow è stato reso disponibile tramite il canale YouTube ufficiale di Lady Gaga in concomitanza con l'uscita del singolo e comprende vari spezzoni tratti dal film.
Il video è stato il secondo dell'artista, dopo Bad Romance, a raggiungere il miliardo di visualizzazioni su YouTube.

## Accoglienza
Brian Truitt di USA Today ha scritto che il brano non solo avrebbe potuto ottenere una candidatura agli Oscar ma sarebbe anche potuto diventare una hit e tra le preferite dei bar karaoke. Eve Barlow di Pitchfork ha notato che l'interpretazione di Lady Gaga sarebbe potuta essere il suo apice sotto i riflettori e il completamento come superstar di classifiche e cinema. David Ehrlich di Indiewire ha scritto che il brano sarebbe potuto essere nominato agli Academy Awards ma che avrebbe incontrato una dura competizione, elencando anche cinque altri brani che l'avrebbero potuto ostacolare a vincere il premio. Il ritornello conclusivo è stato definito da Jon Blistein di Rolling Stone «da brividi» e caratterizzato da «armonie impressionanti». Billboard ha eletto Shallow la 6ª canzone con il miglior bridge del XXI secolo.

## Riconoscimenti
- 2018 – Hollywood Music in Media Award per la migliore canzone originale[35]
- 2019 – Oscar alla miglior canzone originale[24]
- 2019 – Golden Globe per la migliore canzone originale[23]
- 2019 – Critics' Choice Movie Award per la migliore canzone[36]
- 2020 – APRA Music Award per la canzone internazionale più trasmessa[37]
- 2019 – Georgia Film Critics Association Award per la miglior canzone originale[38]
- 2019 – GoldDerby Award alla migliore canzone[39]
- 2019 – Grammy Award alla miglior canzone scritta per i media visivi[25]
- 2019 – Grammy Award alla miglior interpretazione pop di un duo o un gruppo[25]
- 2019 – Guild of Music Supervisors Award per la miglior canzone creata per un film[40]
- 2019 – Houston Film Critics Society per la miglior canzone originale[41]
- 2019 – Satellite Award per la miglior colonna sonora originale[42]
- 2020 – ASCAP Pop Music Award per la canzone più trasmessa[43]

## Tracce
Testi e musiche di Lady Gaga, Mark Ronson, Anthony Rossomando e Andrew Wyatt.
Download digitale
1. Shallow – 3:37

CD promozionale (Stati Uniti)
1. Shallow (Radio Edit) – 3:36

## Formazione
Musicisti
- Bradley Cooper – voce
- Lady Gaga – voce
- Anthony Logerfo – batteria
- Corey McCormick – basso
- Alberto Bof – tastiera
- Lukas Nelson – chitarra acustica
- Jessie Siebenberg – lap steel guitar
- Eduardo "Tato" Nelgar – percussioni

Produzione
- Lady Gaga – produzione
- Benjamin Rice – produzione, registrazione
- Bo Boonar – assistenza alla registrazione
- Alex Williams – assistenza alla registrazione
- Tom Elmhirst – missaggio
- Brandon Bost – assistenza al missaggio
- Randy Merrill – mastering

## Successo commerciale
Con 10,2 milioni di unità vendute a livello globale, il brano è risultato il terzo più venduto nel 2019 secondo l'International Federation of the Phonographic Industry.

### America del Nord
Negli Stati Uniti d'America il brano ha debuttato alla 14ª posizione della Digital Songs con 12 000 copie vendute in mezza giornata. La settimana successiva è arrivato in cima con 58 000 copie vendute, diventando la sesta numero uno di Lady Gaga in questa classifica. Nella Billboard Hot 100 è entrato alla 28ª posizione accumulando 8,3 milioni di ascolti in streaming nella prima settimana. Dopo la pubblicazione di A Star Is Born nei cinema statunitensi, Shallow ha raggiunto la 5ª posizione nella Hot 100, diventando la quindicesima top ten di Gaga e la prima di Cooper. È rimasto in vetta alla Digital Songs per una seconda settimana consecutiva vendendo 71 000 copie, il 21% in più rispetto alla settimana precedente. Nella sua quarta settimana in classifica Shallow è diventato il singolo di Gaga ad aver trascorso più settimane in vetta della Digital Songs insieme a Just Dance, Bad Romance e Born This Way. Il 15 dicembre ha raggiunto il vertice della Dance Club Chart grazie ai remix di DJ Aron, Nesco e Lodato, diventando la quindicesima numero uno di Gaga in questa classifica, classificandola decima tra gli artisti ad averne di più.
In seguito all'esibizione e alla vittoria agli Oscar, il singolo ha raggiunto la vetta della Billboard Hot 100, grazie a una settima settimana in cima alla Digital Songs con 115 000 copie vendute, oltre ad un aumento del 185% delle riproduzioni in streaming a 27,3 milioni e ad un'audience radiofonica di 34,8 milioni di ascoltatori. Per Lady Gaga, quindi, Shallow è diventato il quarto singolo a raggiungere la numero uno negli Stati Uniti e il miglior singolo in classifica da Born This Way ad aprile 2011. Risulta, inoltre, essere il decimo singolo ad aver impiegato più tempo a raggiungere la numero uno (ventidue settimane, stesso numero di Just Dance della stessa Lady Gaga), il primo vincitore dell'Oscar alla migliore canzone a raggiungere la numero uno dal 2002 (quando Lose Yourself di Eminem vi rimase per dodici settimane) e la canzone vincitrice dell'Oscar più longeva all'interno della classifica avendo totalizzato sino al 24 agosto 2019 quarantacinque settimane di permanenza.
In Canada Shallow è entrato in vetta nella Canadian Digital Songs, diventando il quinto singolo di Lady Gaga a raggiungere tale traguardo nonché il primo dai tempi di Born This Way (2011). Nella Billboard Canadian Hot 100, invece, ha esordito alla 16ª posizione, per poi raggiungere la 3ª nella settimana seguente.

### Europa
In Francia Shallow è risultato il singolo più venduto nella settimana del 19 ottobre con 24 000 copie e, grazie anche ai 1,1 milioni di ascolti sulle piattaforme streaming, è salito alla posizione 13 nella relativa classifica stilata dalla SNEP. Due settimane dopo ha raggiunto la 6ª posizione con 2 959 copie vendute e 1,8 milioni di ascolti streaming acquisiti. Nella Top Singoli italiana stilata dalla FIMI, il singolo è giunto in seconda posizione, dopo aver esordito alla posizione 48.
In Irlanda Shallow ha raggiunto la vetta della Irish Singles Chart, diventando la sesta numero uno di Gaga e la prima di Cooper.
Nel Regno Unito ha debuttato alla 13ª posizione della Official Singles Chart con 20 415 copie vendute secondo la Official Charts Company e raggiungendo la 6ª nella settimana seguente, diventando la dodicesima top ten di Lady Gaga nel territorio e vendendo altre 36 952 copie. Nella sua terza settimana è arrivato alla 4ª posizione, vendendo 42 548 copie. Ha poi raggiunto la vetta della classifica, diventando la quinta numero uno della cantante e la prima di Cooper. Nella stessa settimana A Star Is Born Soundtrack è tornato alla prima posizione nella Official Albums Chart, diventando per Gaga la terza volta ad avere in cima alle rispettive classifiche un singolo e un album. Esso ha superato Promises di Calvin Harris e di Sam Smith grazie a 47 610 copie. Ha mantenuto la prima posizione per una seconda settimana per poi essere rimpiazzato nella settimana successiva da Thank U, Next di Ariana Grande. Nella settimana terminata il 1º marzo 2019, è salito di 10 posizioni dalla 21ª all'11ª in seguito alla performance ai Premi Oscar 2019 di Gaga e Cooper.

### Oceania
In Australia il singolo ha debuttato alla 25ª posizione della ARIA Singles Chart, raggiungendo la vetta due settimane dopo, divenendo il quarto brano della cantante a conseguire tale risultato e il primo di Cooper.
Anche in Nuova Zelanda Shallow ha raggiunto il vertice della classifica, dopo aver inizialmente debuttato in 18ª posizione.

## Classifiche

### Classifiche settimanali
| Classifica (2018-19) | Posizione massima |
| -------------------- | ----------------- |
| Argentina            | 39                |
| Australia            | 1                 |
| Austria              | 1                 |
| Belgio (Fiandre)     | 8                 |
| Belgio (Vallonia)    | 2                 |
| Brasile              | 2                 |
| Canada               | 1                 |
| Croazia              | 1                 |
| Danimarca            | 1                 |
| Estonia              | 5                 |
| Finlandia            | 9                 |
| Francia              | 3                 |
| Germania             | 4                 |
| Grecia               | 2                 |
| Irlanda              | 1                 |
| Islanda              | 1                 |
| Italia               | 2                 |
| Lettonia             | 2                 |
| Libano               | 19                |
| Lituania             | 2                 |
| Lussemburgo          | 1                 |
| Malaysia             | 5                 |
| Norvegia             | 1                 |
| Nuova Zelanda        | 1                 |
| Paesi Bassi          | 5                 |
| Polonia              | 27                |
| Portogallo           | 1                 |
| Regno Unito          | 1                 |
| Repubblica Ceca      | 1                 |
| Romania              | 37                |
| Singapore            | 6                 |
| Slovacchia           | 1                 |
| Slovenia             | 2                 |
| Spagna               | 11                |
| Stati Uniti          | 1                 |
| Svezia               | 1                 |
| Svizzera             | 1                 |
| Ucraina              | 153               |
| Ungheria             | 1                 |

### Classifiche di fine anno
| Classifica (2018) | Posizione |
| ----------------- | --------- |
| Australia         | 53        |
| Austria           | 33        |
| Francia           | 98        |
| Irlanda           | 27        |
| Islanda           | 23        |
| Italia            | 99        |
| Regno Unito       | 87        |
| Svezia            | 29        |
| Svizzera          | 22        |
| Ungheria          | 31        |
| Classifica (2019) | Posizione |
| Australia         | 9         |
| Austria           | 14        |
| Belgio (Fiandre)  | 17        |
| Belgio (Vallonia) | 11        |
| Canada            | 6         |
| Croazia           | 1         |
| Danimarca         | 2         |
| Francia           | 12        |
| Germania          | 16        |
| Irlanda           | 7         |
| Islanda           | 10        |
| Italia            | 22        |
| Lettonia          | 20        |
| Norvegia          | 2         |
| Nuova Zelanda     | 10        |
| Paesi Bassi       | 18        |
| Portogallo        | 10        |
| Regno Unito       | 20        |
| Repubblica Ceca   | 1         |
| Romania           | 72        |
| Slovacchia        | 2         |
| Slovenia          | 18        |
| Spagna            | 40        |
| Stati Uniti       | 19        |
| Svezia            | 3         |
| Svizzera          | 1         |
| Ungheria          | 12        |
| Classifica (2020) | Posizione |
| Australia         | 61        |
| Danimarca         | 62        |
| Francia           | 103       |
| Islanda           | 39        |
| Italia            | 99        |
| Portogallo        | 93        |
| Regno Unito       | 65        |
| Slovenia          | 32        |
| Svezia            | 72        |
| Svizzera          | 24        |
| Classifica (2021) | Posizione |
| Australia         | 69        |
| Danimarca         | 95        |
| Francia           | 190       |
| Portogallo        | 131       |
| Regno Unito       | 59        |
| Svizzera          | 56        |
| Classifica (2022) | Posizione |
| Australia         | 68        |
| Francia           | 159       |
| Regno Unito       | 84        |
| Svizzera          | 84        |

### Classifiche di fine decennio
| Classifica (2010-19) | Posizione |
| -------------------- | --------- |
| Australia            | 99        |
| Norvegia             | 12        |

## Versione dei Keiino
I Keiino hanno inciso una cover della canzone nel 2019, pubblicata come secondo singolo durante i preparativi della loro partecipazione all'Eurovision Song Contest 2019 in rappresentanza della Norvegia.

### Tracce
1. Shallow – 4:04